# 参与组建西南财经大学的系科
参与组建西南财经大学的系科是指在1952年、1953年全国院系调整中先后并入四川财经学院（今西南财经大学）的系科。

## 1952年并入的系科

### 重庆大学商学院银行保险系
重庆大学商学院下设会计统计、银行保险、工商管理3个系和统计专修科。银行保险系于1952年调整并入四川财经学院，工商管理系和会计统计系调整并入西南革大后于1953年调整并入四川财经学院。下文重庆大学商学院中有详细叙述。

### 华西大学经济系
华西大学经济系原为华西大学社会历史系的一个组，名经济学组。由于抗日战争爆发，各高校、工厂等内迁四川，成渝两地成为后方政治、经济、文化的中心，各高等院校的经济系成为热门。为满足社会需求，华西大学于1937年在社会历史系建立了经济学组，并在当年开始招生，1940年正式成立经济系。先后招生15届，毕业12届，毕业生390余人。1952年，该系调入四川财经学院。
经济系历任系主任有沈嗣庄、程英琦、潘源来、杨佑之。经济系在1952年以前没有统一的教学计划，各学期的课程，由系主任根据其本人的专长和当时师资的情况随时变动。经济系学制为4年，实行学分制。

### 川北大学企业管理系
川北大学企业管理系原名工商管理学系，成立于1946年。1949年川北农工学院改为川北大学后，工商管理学系属文商学院；1950年，工商管理学系改名为企业管理系，专门培养企业管理人才；1952年调入四川财经学院，并入工厂管理系。从1946年到1952年的6年中，共招收学生200余人，毕业学生100多人。
先后任系主任的有梅远谋、郑次腾、孙宗钰、刘纪之。企业管理系学制4年，实行学分制。
除课堂教学外，该系还重视学生的社会实践，从一年级开始就安排了实习时间，但实习多半是安排在寒暑假进行，由教师指导就地实习，费用自负。
教师实行聘任制，一般每年聘请一次，所聘教师多为专职。先后在该系任教的教授有梅远谋、郑次腾、孙宗钰、刘纪之、段文燕、黄杏耄、傅英伟、郭先彦、李斯彦、郝伦、潘育祥等；副教授有崔宗满、翟向山、李守权、周斌书、庞荫华、黄实华、徐天语等；讲师有余光淮、卢坤纶、黄伯愍、马约英等；助教有李雅琼、魏启明、张顺之、刘治宇、江汝为、朱沛等。

## 1953年并入的系科

### 贵州大学企业管理系
贵州大学企业管理系原名为工商管理系，成立于1943年秋，隶属法商学院；1950年将工商管理系更名为企业管理系。1951学年上学期结束后，按照中共贵州省委的安排，全系停课，师生到各专区参加半年的土地改革工作。1952年师生回校，开始思想改造运动，运动结束后，于1953年春全系师生调入四川财经学院工厂管理系。该系开办11年中，有毕业生5届，毕业100多人。
系的领导前后只有两任，1943年系成立时，由教授刘行骅兼任系主任；1945年后，由教授张永言兼任系主任至1953年。企业管理系学制4年，实行学分制。
教师实行聘任制，被聘教师有两种情况，一是专职教师，二是兼职教师。兼职教师主要来自各单位的实际工作者，在校只担任某一课程教学。该系的专兼职教师约各占一半。聘请兼职教师的目的，一是为了使学生在学习过程中了解一些实际工作中的基本情况；二是为便于学生毕业后找工作，在实业界中聘请了较多的人兼任教师，使他们更多地了解学生情况，以便日后接纳毕业生。11年中，先后在系任教的教授和副教授有刘行骅、宋作楠、张永言、杨涛、徐培琨、邹念鲁、汪福清、胡嗣义、向定、罗哲明、刘贻瑜、姚梅镇、曹宝让、王振、王宾阳等；讲师和助教有谢赓、肖天南、常山明、徐大全、仇维智、肖以馨等。

### 重庆大学商学院
1937年5月，重庆市商会致函重庆大学，要求从速设立工商学院。为了适应形势发展的需要，1937年6月，重庆大学决定：从1937年暑假开始设商学院，1939年获四川省政府正式批准。
商学院首任院长为中国著名经济学家马寅初，其后先后由叶元龙（1940年，时任重庆大学校长，代任）、刘大钧（1941年起）、朱国璋（1945年秋起）、陈豹隐（1947年秋）等担任院长。商学院下设会计统计、银行保险、工商管理3个系和统计专修科。会计统计系先后由朱国璋、瞿世荃、黄汉瑞教授担任系主任，银行保险系先后由何廷光、黄永亮、董问樵、胡善恒、刘泽霖等教授担任系主任，工商管理系由方宗漠、吴世经等教授先后担任系主任。隶属于商学院的统计专修科，是由教育部委托重庆大学办的，该科所开之课程与会计统计系的统计组大致相同。
除重视理论学习外，商学院对学生实际知识和技能的培养也比较重视，如工商管理系的同学每年暑假都要到重庆各大中型工厂实习。同时，为了使学生掌握比较丰富的实际材料，增加教学的生动性，还聘请来自实际工作部门的人担任兼任教授，如聘请交通部统计长王仲武讲授统计原理，监察院监委林和成讲授高等会计，西南财政部主计处秘书长杨泽章讲授政府会计，西南财政部主计处科长马明治讲授铁道会计、会计制度设计，中央信托局保险局经理罗北监讲授人身保险等。
1952年，商学院银行保险系调整并入四川财经学院，工商管理系和会计统计系调整并入西南革大，1953年随西南人民革命大学三处调整并入四川财经学院。

### 重庆大学法学院经济系
重庆大学经济系是重庆大学法学院的一个系。重庆大学法学院创建于1945年，设政治、经济、法律3系。经济系第一届系主任由院长罗志如兼任，于1946年8月开始招生，每届约50人左右，院系调整前已毕业4届，约200余人。1952年该系调入西南革大，1953年又调入四川财经学院经济计划系。
在该系先后任教的教授有罗志如、傅筑夫、刘觉民、叶谦吉、柯瑞麒、杨及玄、黄汉瑞、罗星、李景泌、陈剑恒、张圣奘等。

### 西南人民革命大学三处及财经系科
西南人民革命大学三处是西南人民革命大学于1952年10月成立的。三处成立初主管业务课教研，但因校部的两个办公室及一、二、四处和政治教育、俄文两系均设在重庆化龙桥红岩村，三处与财政、贸易、经济计划、工厂管理、会统专修科设在在重庆小龙坎，财政专修科设在重庆市解放路，距校部较远，使得这些系科的教研问题和其他教务、思想政治生活管理等方面的问题都经过三处解决。西南革大三处实际上成为财政、贸易、经济计划、工厂管理4个系及财政、会统2个专修科的管理机构，这些系科共有师生员工近2000人。
西南革大三处设有处长一人、副处长两人；各系科设有系副主任一人，教研室主任或副主任若干人。西南革大三处管理的各系科分别为：由西南财政学校的财政、企业财务、统计、会计组成的财政系；由西南贸易专科学校的国内贸易、会计、统计组成的贸易系；由重庆大学经济系、会统系统计组、重庆财经学院会计统计系组成的国民经济计划系；由重庆大学企业管理系、会统系会计组、重庆财经学院合作系组成的工厂管理系；由西南财政学校及重庆财经学院的有关班次组成的专修科。这些系科只办了两个学期，在1953年的下半年调入四川财经学院。